# Lądowisko Szamotuły-Szpital
Lądowisko Szamotuły-Szpital – lądowisko sanitarne w Szamotułach, w województwie wielkopolskim, położone przy ul. Zamkowej. Przeznaczone jest do wykonywania startów i lądowań śmigłowców sanitarnych i ratowniczych w dzień i w nocy o dopuszczalnej masie startowej do 5700 kg.
Zarządzającym lądowiskiem Samodzielny Publiczny Zakład Opieki Zdrowotnej w Szamotułach przy ul. Sukienniczej 13. W roku 2014 zostało wpisane do ewidencji lądowisk Urzędu Lotnictwa Cywilnego pod numerem 301